# Telmatoscopus quadripenis
Telmatoscopus quadripenis és una espècie d'insecte dípter pertanyent a la família dels psicòdids.

## Descripció
- Mascle: cos de color marró clar; ulls àmpliament separats per una distància igual a 6 facetes; absència de sutura interocular; front amb una banda ampla de pèls dispersos que s'estenen posteriorment cap al marge superiors dels ulls; l'escap fa poc menys de dues vegades la llargada del pedicel; segments 1 i 2 del flagel allargats i en forma de barril; tòrax sense patagi; ales de 2,1-2,4 mm de llargària i 0,7-0,9 d'amplada, esveltes, amb l'àpex agut i les membranes tenyides de marró; edeagus en forma de raqueta.
- Femella: similar al mascle, però amb les ales de 2,5 mm de longitud i 0,9 d'amplada.
- Es diferencia d'altres espècies del mateix gènere pels seus ulls força separats, l'absència de sutura interocular i la nervadura de les ales.[3]

## Distribució geogràfica
Es troba a Àsia: Borneo.